# Ciudadanos por la Libertad
Ciudadanos por la Libertad (CxL) es una organización política nicaragüense fundada el 15 de junio de 2016, con personalidad jurídica reconocida por el Consejo Supremo Electoral el 2 de mayo de 2017 y arbitrariamente cancelada por el régimen sandinista, el 6 de agosto de 2021. 
CxL se fundó como movimiento político el 15 de junio del 2016 por ciudadanos opositores al régimen de Ortega, luego que una sentencia de la Corte Suprema de Justicia despojara a la militancia del Partido Liberal Independiente (PLI) como miembros y autoridades partidarias de la principal organización opositora en Nicaragua. 
El movimiento político se constituye con el fin de defender la democracia, promover elecciones libres, transparentes y competitivas en el país y denunciar la farsa electoral del año 2016.

## Antecedentes
El partido Ciudadanos por la Libertad fue fundado el 15 de junio de 2016 y su personalidad jurídica como partido político le fue reconocida el 9 de mayo del 2017, sin embargo, los antecedentes de esta organización política se remontan a diciembre de 2005, cuando un grupo de disidentes del Partido Liberal Constitucionalista (PLC), organizaron el movimiento político Vamos con Eduardo (MVE). 
Tras ser expulsados de ese partido, los disidentes liberales fundaron el Partido Alianza Liberal Nicaragüense (ALN), el cual promovía la renovación del liberalismo que había sido desacreditado por “El Pacto” (acuerdo político de 1999 entre Arnoldo Alemán, líder del PLC, y Daniel Ortega, el líder del FSLN) y los escándalos de corrupción durante la Presidencia de Alemán (1997-2002).
En las elecciones generales de Nicaragua de 2006, el Partido ALN, liderando una alianza política que llevaba a Eduardo Montealegre como candidato presidencial, obteniendo el 29% de los votos, quedando en segundo lugar frente a Daniel Ortega.
En febrero de 2008, el Consejo Supremo Electoral desarticuló el partido ALN declarando nulas todas sus autoridades. Al quedar sin personería jurídica, la organización asumió nuevamente su nombre original, (MVE), y participó aliado con el PLC en los comicios municipales de 2008, que terminaron en un masivo fraude electoral. En febrero de 2009, la membresía del MVE se afilió al Partido Liberal Independiente (PLI) que pasó, de 0.4% de votos en las elecciones de 2001, a convertirse en el mayor partido de oposición con más de 100,000 afiliados en todo el país.
En las elecciones generales de 2011, el PLI lideró una alianza que postuló a Fabio Gadea Mantilla como candidato presidencial y pese al fraude le fue reconocido el 31% de los votos, manteniéndose como primera fuerza de oposición.
En 2012 el PLI participó en las elecciones municipales, en las cuales se documentó un nuevo fraude electoral, pese al cual se le reconocieron 13 Alcaldías y concejales en todos los municipios.
En 2015, el PLI organizó y lideró la Coalición Nacional por la Democracia (CND), que reunió a la casi totalidad de organizaciones políticas opositoras y realizó durante más de un año la campaña de los Miércoles de Protesta para exigir elecciones libres, siendo sistemáticamente reprimidos por las fuerzas policiales y paramilitares.
El 8 de junio de 2016, dos días después de haber sido proclamada la fórmula presidencial de la CND para las elecciones generales de Nicaragua de 2016, la Corte Suprema de Justicia ordenó destituir a la totalidad de los directivos del PLI y entregar la Presidencia y Representación Legal del partido a un recurrente que mantenía un litigio desde 2010, dejando así sin partido ni casilla a la Coalición Nacional por la Democracia para los comicios generales programados para noviembre de ese año.

## Fundación
El Consejo Supremo Electoral tras arrebatarle al Partido Liberal Constitucionalista sus autoridades y sus directivos originales, el 15 de junio de 2016 también rechazó recibir un recurso de amparo por esa acción, debido a esto estas mismas ex autoridades y ex directivos con el apoyo de estructuras locales, anunciaron la constitución del Movimiento Ciudadanos por la Libertad. 
Un mes después, el CSE destituyó a otros 28 diputados que conformaban la antigua Bancada del PLI en la Asamblea Nacional, lo cual había generado una amplia ola de repudio internacional y presiones diplomáticas contra el presidente Daniel Ortega, obligándolo a iniciar un diálogo con la Organización de los Estados Americanos
Ante el inicio de negociaciones entre el gobierno de Nicaragua y la OEA para la firma de un Memorándum de Entendimiento para realizar reformas electorales, el 28 de noviembre de 2016, Ciudadanos por la Libertad solicitó al CSE el reconocimiento de su personalidad jurídica como partido político.
Cumpliendo la Ley Electoral, Ciudadanos por la Libertad eligió en 170 asambleas públicas supervisadas por el CSE a sus Juntas Directivas Departamentales, Regionales y Municipales, y culminó con una Convención Nacional el 19 de marzo de 2017, la Primera Convención Nacional “Abriendo caminos de Libertad”,donde eligió al Comité Ejecutivo Nacional, presidido por Kitty Monterrey. 
Por imposición del Consejo Supremo Electoral, debió celebrar una segunda convención Nacional, la Convención Nacional Extraordinaria “Por los Derechos Ciudadanos” que se celebró el 30 de abril de 2017, frente a la sede nacional del Partido, donde se aprobó el Plan de Acción Política “Prosperando Juntos en Libertad”.
El 2 de mayo de 2017, el CSE reconoció la personalidad jurídica al Partido Ciudadanos por la Libertad y le asignó la Casilla Electoral 15.
El surgimiento de Ciudadanos por la Libertad en un ambiente adverso fue posible debido a que fue fundado en medio de un contexto político único, en el cual la presión internacional surgida luego de la destitución de los diputados opositores y las elecciones presuntamente fraudulentas de 2016, obligaron al gobierno de Daniel Ortega a iniciar un diálogo sobre una reforma electoral con la OEA y porque a diferencia de otras organizaciones políticas en el país, contaba con una base organizada en todos los municipios conformada por liderazgos locales con legitimidad y experiencia electoral, que habían sostenido como principal fuerza de oposición a los partidos ALN y PLI, ahora controlados por el FSLN. 

## Elecciones Municipales 2017
En las elecciones municipales del 2017, Ciudadanos por la Libertad conforme los datos oficiales obtuvo el respaldo del 9.73% de los votantes, y aun habiendo sido despojado de manera fraudulenta de cuatro alcaldías (San José de Bocay, El Coral, Paiwas y San Miguelito), ganó cinco alcaldías ( Santa María de Pantasma, Murra, Yalí, El Cuá y El Almendro) y 334 concejales en 73 municipios correspondientes a 14 departamentos y las dos regiones autónomas del Caribe, obteniendo el segundo lugar en 27 municipios.

## Propuesta de reforma electoral
En marzo de 2018, Ciudadanos por la Libertad hizo pública su propuesta de reforma electoral “Una reforma electoral para devolver a los nicaragüenses el derecho a elegir”, que constituye la única propuesta integral de reforma al sistema electoral presentada por una organización política. Esta propuesta sistematiza los cambios necesarios en las instituciones, normativas y prácticas electorales, para restablecer la credibilidad del sistema, que ha sido vulnerada por múltiples fraudes electorales ejecutados desde 2008 por el oficialismo.

## Protestas de 2018
Durante las protestas del 2018, el partido Ciudadanos por la Libertad respaldó dichas protestas e incluso miembros del partido participaron en ellas, debido a la ola represiva por parte del gobierno a las protestas, muchos de ellos fueron objeto de cárcel, persecución y exilio. Como consecuencia 16 miembros fueron asesinados 9 en 2018 y 7 en 2019, todos ellos crímenes sin resolver.
El 15 de junio de 2019 en el tercer aniversario de su fundación el Partido celebró la Tercera Convención Nacional “Héroes de Abril”, en la cual se rindió homenaje a las víctimas de la represión y se acordaron acciones para el fortalecimiento de las estructuras partidarias y su preparación para unas próximas elecciones nacionales.

## Alianza Ciudadana

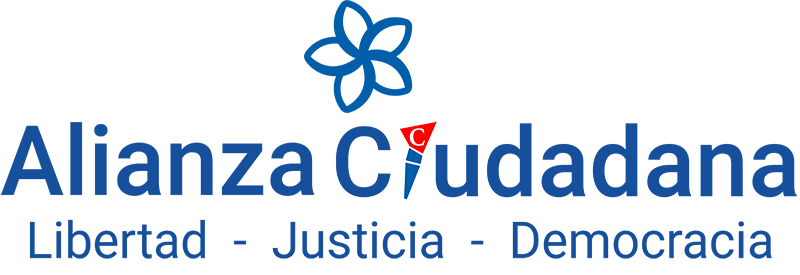
Alianza entre Ciudadanos por la Libertad y la Alianza Cívica.

El 13 de enero de 2021, el Partido Ciudadanos por la Libertad y la Alianza Cívica por la Justicia y la Democracia, acordaron unirse bajo el nombre de Alianza Ciudadana, con miras a una eventual participación en las elecciones generales que se realizarían el 7 de noviembre de 2021.
El 12 de mayo de 2021 se había inscrito ante el Consejo Supremo Electoral dicha Alianza Ciudadana, siendo la única coalición electoral opositora inscrita para las elecciones generales de noviembre de 2021. Para la selección del candidato presidencial, la Alianza Ciudadana había establecido un procedimiento basado en encuestas y debates. 

## Detención de precandidatos de la Alianza CxL
El referido proceso de selección no pudo culminar porque a partir del 2 de junio, estando aún en la etapa de inscripción, los principales aspirantes presidenciales opositores que anunciaron su disposición a participar (Arturo Cruz Sequeira, Juan Sebastián Chamorro, Cristiana Chamorro Barrios, Felix Maradiaga, Noel Vidaurre y Medardo Mairena), fueron sucesivamente encarcelados y procesados penalmente, al igual que varias decenas de líderes opositores. 
El 2 de agosto, la Alianza Ciudadanos por la Libertad inscribió a Oscar Sobalvarro García, como candidato a la Presidencia de la República y a Berenice Quezada, como candidata a la Vicepresidencia. 
El 3 de agosto, el Consejo Supremo Electoral inhabilitó a la candidata a la Vicepresidencia, por haber mencionado las protestas de abril de 2018 en una rueda de prensa el día de su inscripción.

## Inhabilitación de CxL

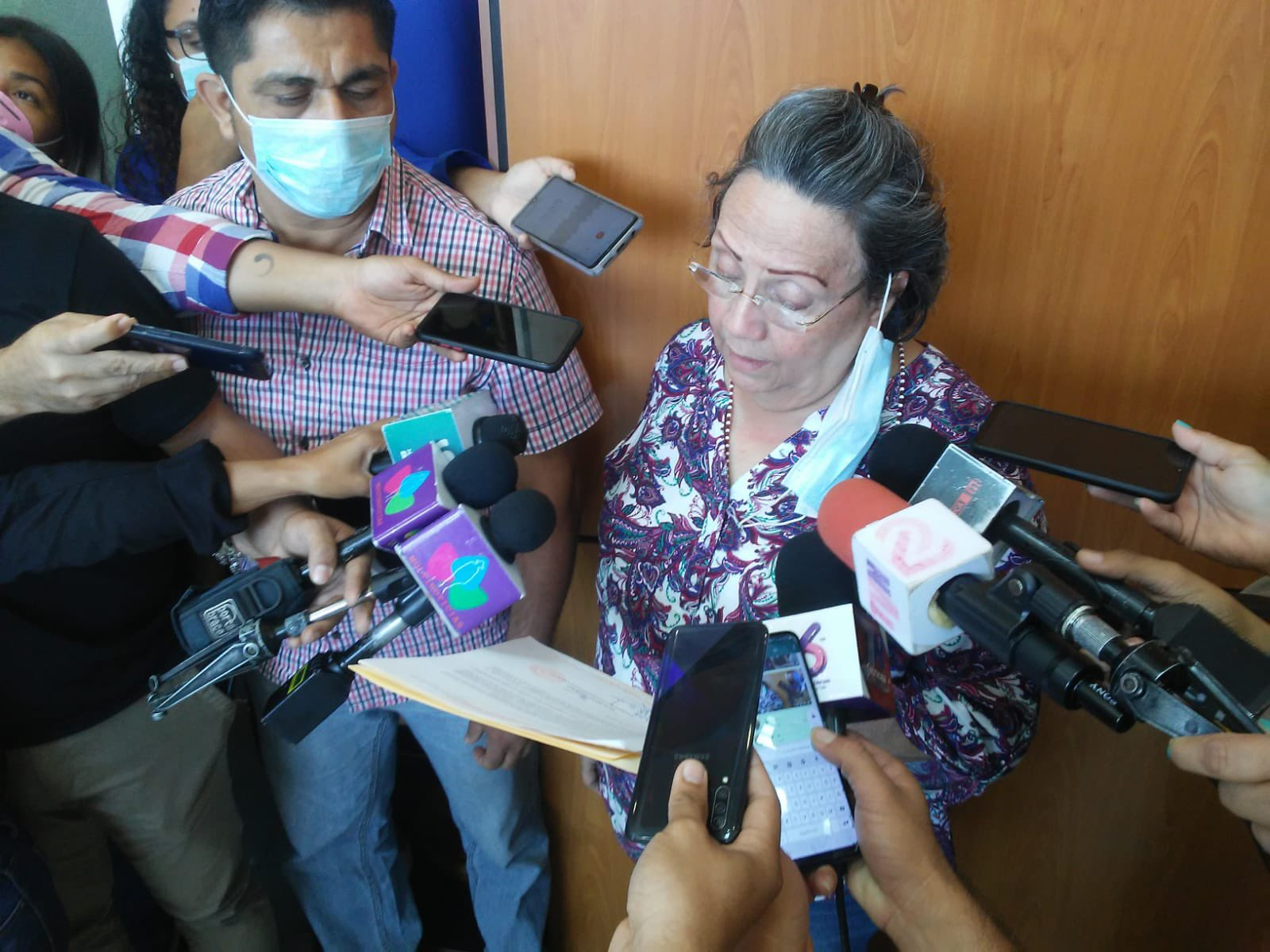
María Haydée Osuna del Partido Liberal Constitucionalista solicitando ante el CSE la cancelación de Ciudadanos por la Libertad.

El 6 de agosto de 2021, el Consejo Supremo Electoral canceló la personalidad jurídica de Ciudadanos por la Libertad y los documentos de identidad de su presidenta mediante una resolución emitida sin garantizar su debido proceso.
Pese a que la Ley Electoral establecía que en resoluciones de cancelación de personería jurídica se puede recurrir a amparo, el Tribunal de Apelaciones de Managua denegó la tramitación de un recurso de amparo interpuesto contra el Consejo Supremo.  
Como consecuencia, el Partido fue imposibilitado de participar en las elecciones generales de 2021 y su Presidenta tuvo que exiliarse en Costa Rica, desde donde continúa representado internacionalmente a la organización.  

## Comité Ejecutivo Nacional
El Comité Ejecutivo de Ciudadanos por la Libertad estuvo presidido por Kitty Monterrey como Presidente Nacional e integrado por los siguientes miembros: 
- Óscar Sobalvarro, Primer Vicepresidente.

- Boanerges Matus, Segundo Vicepresidente.

- Adán Bermúdez, Tercer Vicepresidente.

- Rodolfo Quintana, Secretario General.

- Ruby Zeledón, Vicesecretario General.

- Guillermo Medrano, Tesorero.

- Vicente Martínez, Vicetesorero.

- Augusto Valle, Fiscal.

- Raúl Herrera, Primer Vocal.

- Darick Ramírez, Segundo Vocal.

- Mauricio Díaz, Tercer Vocal.

- Óscar Gadea, Cuarto vocal.